# Migné-Auxances
Migné-Auxances (prononcé [miɲe ozãs]) est une commune du centre-ouest de la France, située dans la banlieue nord-ouest de Poitiers, dans le département de la Vienne en région Nouvelle-Aquitaine.
Ses habitants sont appelés Mignanxois.

## Géographie

### Géologie et relief
La région de Migné-Auxances présente un paysage de plaines de champs ouverts et de vallées. Le terroir se compose de groies (Les groies sont des terres du sud-ouest de la France, argilo-calcaires, peu profondes - en général de moins de 50 cm d’épaisseur – et plus ou moins riches en cailloux. Elles sont fertiles et saines et donc, propices à la polyculture céréalière mais elles s’assèchent vite) dans les plaines calcaires pour 76 % et de 12 % de calcaire dans les vallées alluviales.

### Communes limitrophes
|         | Avanton             |                                  |
| Cissé   | Migné-Auxances      | Chasseneuil-du-Poitou Buxerolles |
| Quinçay | Vouneuil-sous-Biard | Poitiers                         |

### Hydrographie
La commune est traversée par l'Auxance sur une longueur de 11 km.

### Climat
Pour des articles plus généraux, voir Climat de la Nouvelle-Aquitaine et Climat de la Vienne.
Historiquement, la commune est exposée à un climat océanique du nord-ouest.  
En 2020, Météo-France publie une typologie des climats de la France métropolitaine dans laquelle la commune est exposée à un climat océanique altéré et est dans la région climatique  Poitou-Charentes, caractérisée par un bon ensoleillement, particulièrement en été et des vents modérés.
Pour la période 1971-2000, la température annuelle moyenne est de 11,4 °C, avec une amplitude thermique annuelle de 15 °C. Le cumul annuel moyen de précipitations est de 694 mm, avec 10,8 jours de précipitations en janvier et 6,7 jours en juillet. Pour la période 1991-2020, la température moyenne annuelle observée sur la station météorologique la plus proche, située sur la commune de Biard à 5 km à vol d'oiseau, est de 12,2 °C et le cumul annuel moyen de précipitations est de 695,3 mm,. Pour l'avenir, les paramètres climatiques de la commune estimés pour 2050 selon différents scénarios d’émission de gaz à effet de serre sont consultables sur un site dédié publié par Météo-France en novembre 2022.

### Voies de communication et transports

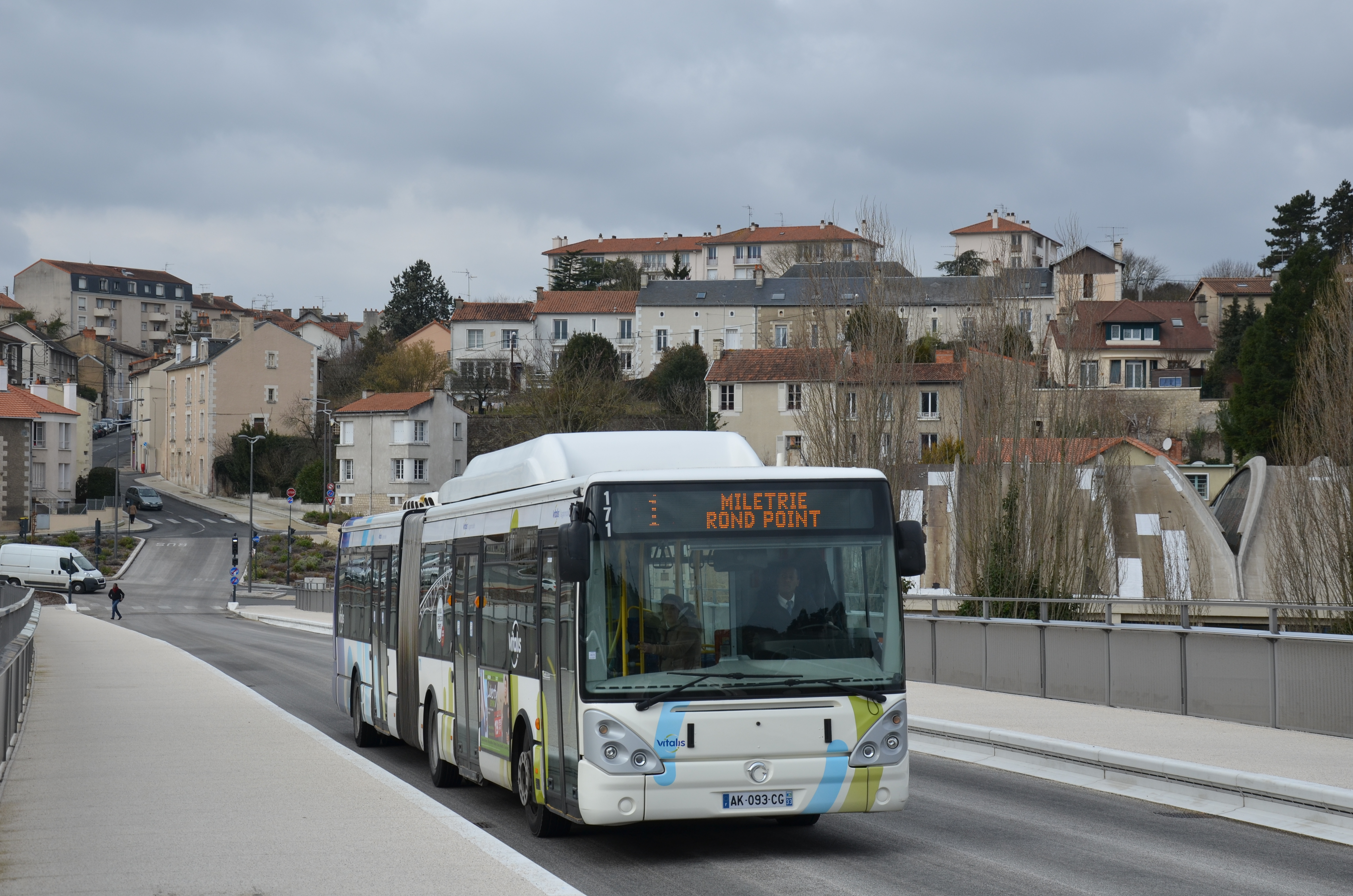
Migné-Auxances est desservi par les lignes 1, 11 et 13 du réseau Vitalis.

La commune est desservie par les lignes 1, 11 et 13 du réseau de transports en commun Vitalis.

## Urbanisme

### Typologie
Au 1er janvier 2024, Migné-Auxances est catégorisée bourg rural, selon la nouvelle grille communale de densité à sept niveaux définie par l'Insee en 2022.
Elle appartient à l'unité urbaine de Poitiers, une agglomération intra-départementale regroupant huit  communes, dont elle est une commune de la banlieue,,. Par ailleurs la commune fait partie de l'aire d'attraction de Poitiers, dont elle est une commune de la couronne,. Cette aire, qui regroupe 97 communes, est catégorisée dans les aires de 200 000 à moins de 700 000 habitants,.

### Occupation des sols
L'occupation des sols de la commune, telle qu'elle ressort de la base de données européenne d’occupation biophysique des sols Corine Land Cover (CLC), est marquée par l'importance des territoires agricoles (68,2 % en 2018), en diminution par rapport à 1990 (73,6 %). La répartition détaillée en 2018 est la suivante : 
terres arables (58,1 %), zones urbanisées (12,9 %), zones industrielles ou commerciales et réseaux de communication (10 %), zones agricoles hétérogènes (7,8 %), forêts (6,8 %), prairies (2,3 %), milieux à végétation arbustive et/ou herbacée (1,7 %), espaces verts artificialisés, non agricoles (0,5 %). L'évolution de l’occupation des sols de la commune et de ses infrastructures peut être observée sur les différentes représentations cartographiques du territoire : la carte de Cassini (XVIIIe siècle), la carte d'état-major (1820-1866) et les cartes ou photos aériennes de l'IGN pour la période actuelle (1950 à aujourd'hui).

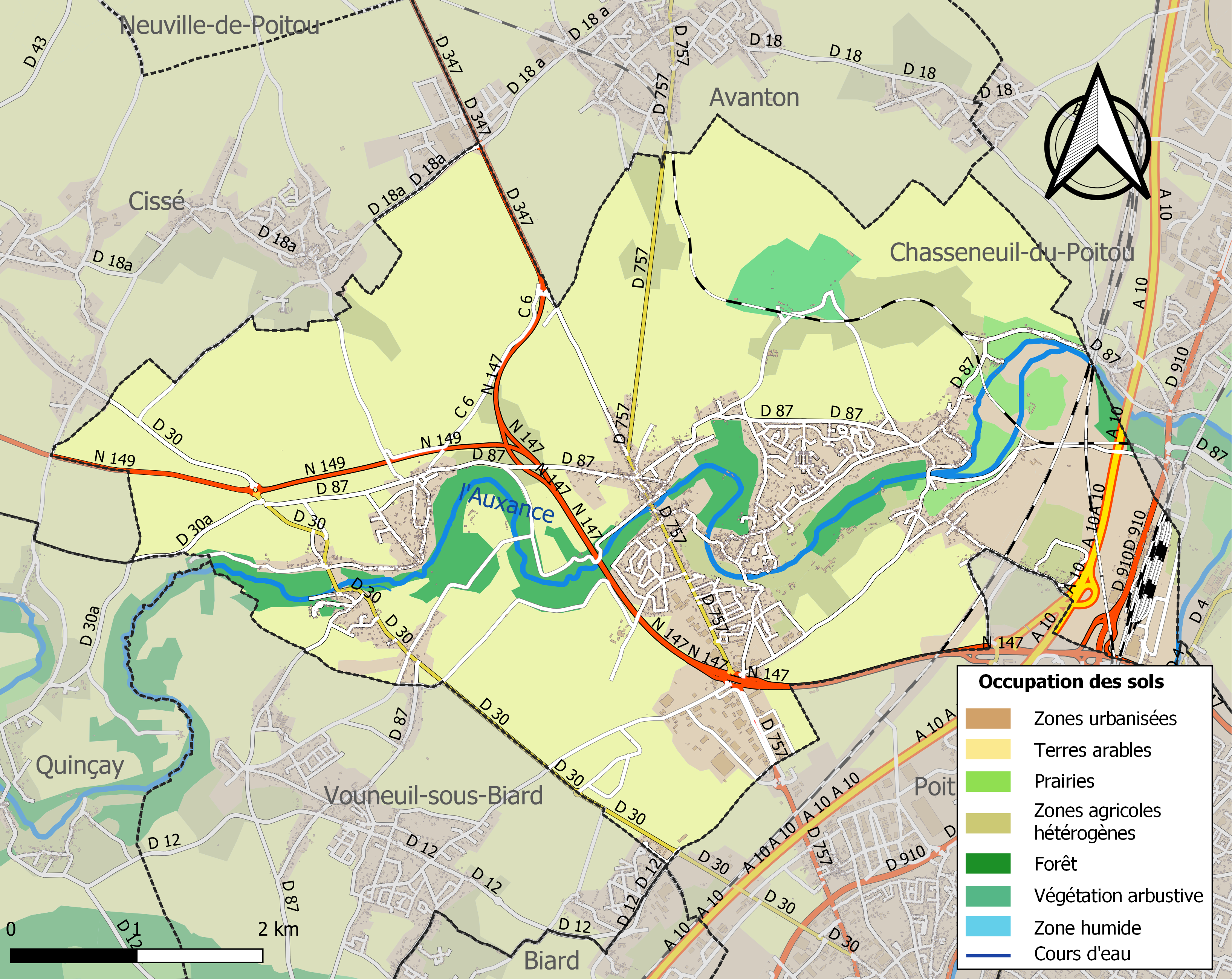
Carte des infrastructures et de l'occupation des sols de la commune en 2018 (CLC).

### Risques majeurs
Le territoire de la commune de Migné-Auxances est vulnérable à différents aléas naturels : météorologiques (tempête, orage, neige, grand froid, canicule ou sécheresse), inondations, mouvements de terrains et séisme (sismicité modérée). Il est également exposé à un risque technologique, le transport de matières dangereuses. Un site publié par le BRGM permet d'évaluer simplement et rapidement les risques d'un bien localisé soit par son adresse soit par le numéro de sa parcelle.

#### Risques naturels
La commune fait partie du territoire à risques importants d'inondation (TRI) de Châtellerault, regroupant 17 communes concernées par un risque de débordement de la Vienne et du Clain. Les événements antérieurs à 2014 les plus significatifs pour la Vienne sont les crues de février 1698 (1 670 m3/s à Châtellerault), de juillet 1792 (1 520 m3/s), de mars 1913 (1 500 m3/s), de décembre 1944 (1 510 m3/s) et de janvier 1962 (1 500 m3/s). Les crues historiques du Clain sont celles de 1873 (330 m3/s à Poitiers) et de décembre 1982 (330 m3/s). Des cartes des surfaces inondables ont été établies pour trois scénarios : fréquent (crue de temps de retour de 10 ans à 30 ans), moyen (temps de retour de 100 ans à 300 ans) et extrême (temps de retour de l'ordre de 1 000 ans, qui met en défaut tout système de protection),. La commune a été reconnue en état de catastrophe naturelle au titre des dommages causés par les inondations et coulées de boue survenues en 1982, 1983, 1993, 1995, 1999, 2010 et 2013,. Le risque inondation est pris en compte dans l'aménagement du territoire de la commune par le biais du plan de prévention des risques (PPR) inondation (PPRI) de la « vallée du Clain », approuvé le 1er septembre 2015, puis par le nouveau PPRI « Vallée du Clain », prescrit le 5 novembre 2021.

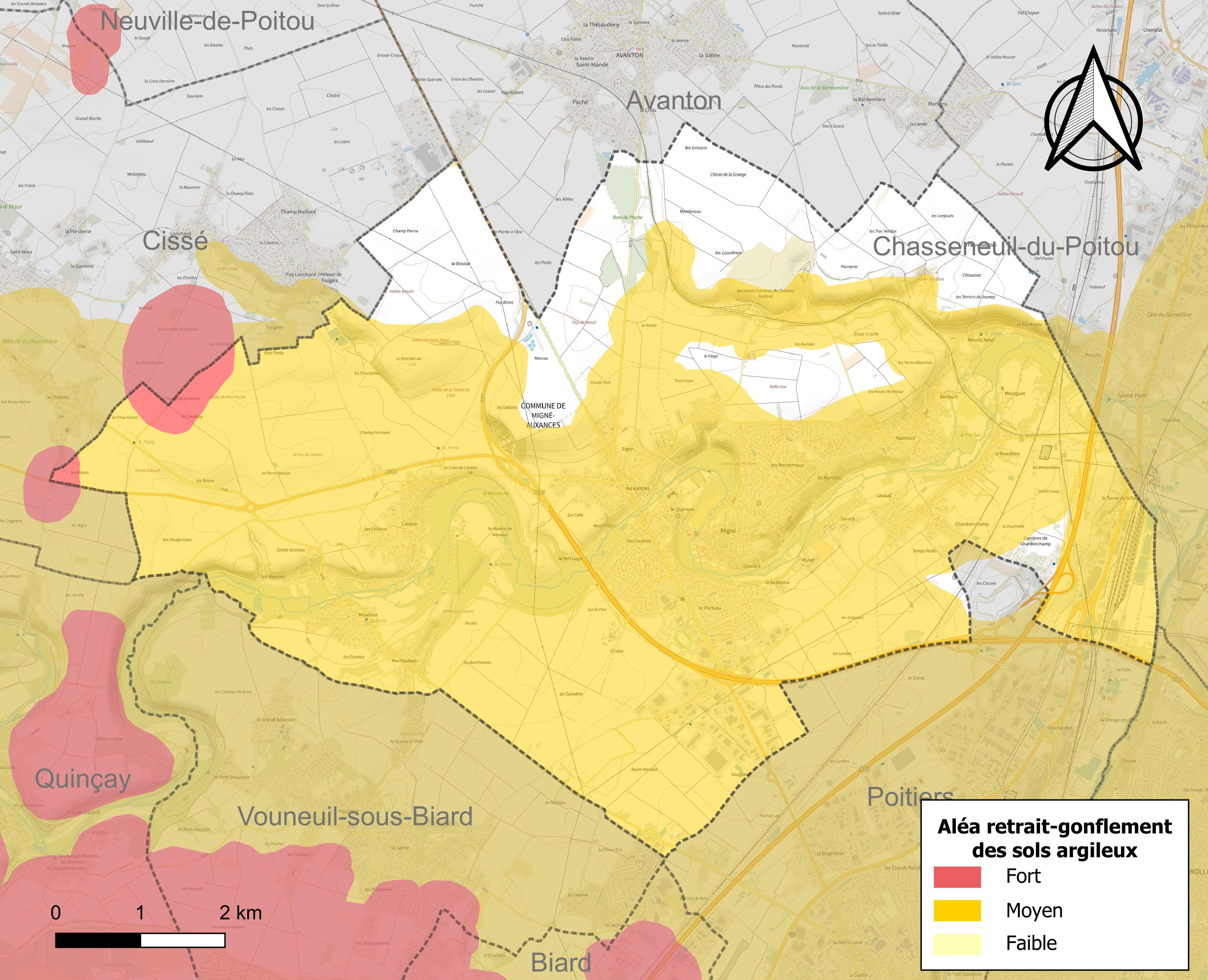
Carte des zones d'aléa retrait-gonflement des sols argileux de Migné-Auxances.

Les mouvements de terrains susceptibles de se produire sur la commune sont des affaissements et effondrements liés aux cavités souterraines (hors mines) et des tassements différentiels. Afin de mieux appréhender le risque d’affaissement de terrain, un inventaire national permet de localiser les éventuelles cavités souterraines sur la commune. Le retrait-gonflement des sols argileux est susceptible d'engendrer des dommages importants aux bâtiments en cas d’alternance de périodes de sécheresse et de pluie. 81 % de la superficie communale est en aléa moyen ou fort (79,5 % au niveau départemental et 48,5 % au niveau national). Depuis le 1er octobre 2020, en application de la loi ÉLAN, différentes contraintes s'imposent aux vendeurs, maîtres d'ouvrages ou constructeurs de biens situés dans une zone classée en aléa moyen ou fort,.
La commune a été reconnue en état de catastrophe naturelle au titre des dommages causés par la sécheresse en 1989, 2003, 2005 et 2017 et par des mouvements de terrain en 1999 et 2010.

## Toponymie
Le toponyme Migné provient de Magniacum, forme typiquement gallo-romaine. Elle est composée de Magnius, nom de personne gallo-romain, et du suffixe -acum qui indique la propriété ; il signifie donc les terres de Magnius. Ce suffixe a ensuite évolué vers -ec puis -é, comme il est d'habitude dans l'ouest de la France (cf. Cissé, Cloué, Pouillé, etc.).

## Histoire
Commune de 2 895 hectares, située à la périphérie de Poitiers, Migné-Auxances (prononcer auzances) se caractérise essentiellement par la vallée de la rivière Auxance (sans « s ») et des coteaux culminant à 132 mètres, dont les plus importants constituent le site des carrières des Lourdines.
Véritable coulée verte, traversant la commune d'Est en Ouest, la vallée de l'Auxance constitue un précieux héritage de la nature. Les premières traces de présence humaine sur le territoire de la commune remontent à la période se situant entre 300 000 et 150 000 ans av. J.-C. avec l'existence d'un atelier de débitage d'outils de silex de type acheuléen.
Vers 50 000 ans av. J.-C., l'époque néolithique laisse une trace sur le site des Lourdines sous la forme d'un menhir au lieu-dit « la Pierre rabattue ».
Entre 2500 et 2000 ans av. J.-C., nos ancêtres se sédentarisent comme en témoignent les vestiges d'enclos circulaires à double enceinte mis au jour à Chardonchamp. Des fouilles ont permis de retrouver des fossés contenant des cornages de bison et plus de cent outils de silex.
Entre 1500 et 1000 ans av. J.-C., c'est l'époque du bronze. Une cinquantaine de haches ont été découvertes près du pont de Migné. L'époque gallo-romaine est marquée sur le territoire. Le nom de Magnacum désigne la commune dans les premiers textes. Plus tard, le nom de Migné a désigné la paroisse puis la commune.
De cette période date également le nom de la rivière Auxance dérivé d'un vocable franque ou germanique désignant un lieu planté d'aliziers, arbres de la famille des sorbiers.
De nombreux sarcophages taillés dans le calcaire des Lourdines, sont les témoins de l'époque mérovingienne. Plusieurs nécropoles ont été mises au jour, la plus récente (mai 2011) devant le site de Salvert, sur le passage de la future ligne TGV.
En 569, sainte Radegonde, prieure de l'abbaye Sainte-Croix de Poitiers, reçoit de l'évêque de Tours, un fragment de la vraie Croix au lieu-dit Sigon.

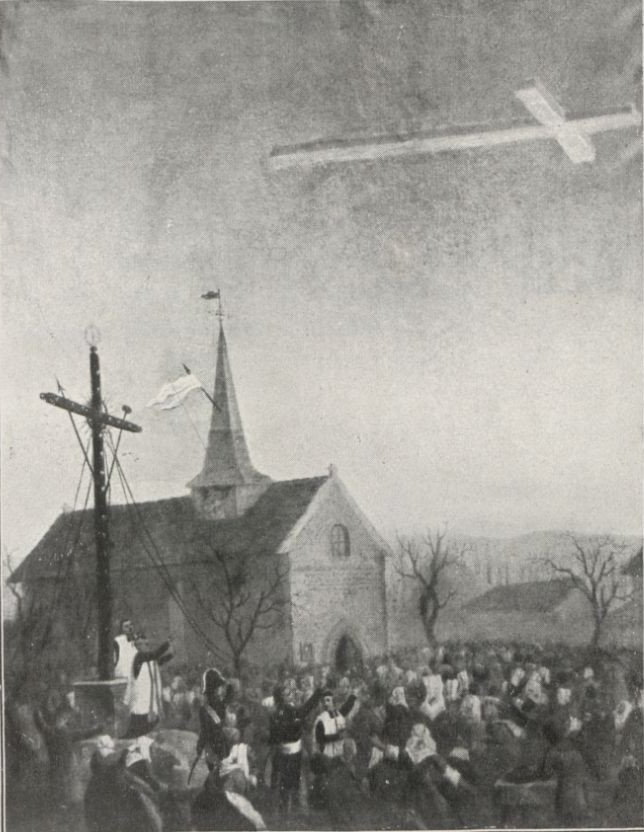
Apparition d'une croix le 17 décembre 1826.

C'est au XIe siècle qu'est érigé de premier château (donjon carré ceint de douves) destiné à protéger le gué sur l'Auxance…
En 1471, les terres de Sigon et d'Auxances sont réunies dans les possessions du chambellan du roi Louis XI.
En 1568, lors des guerres de religion, l'armée royabbé Souffrantale opposée aux troupes protestantes de l'amiral de Coligny, cantonne au château d'Auxances où a lieu un affrontement qui fera 200 tués.
La famille de Raze, dont les armoiries symbolisent la commune de Migné-Auxances, fut propriétaire de la seigneurie d'Auxances aux XVIIe et XVIIIe siècles.
Le 17 décembre 1826, le bourg de Migné a été témoin de l'apparition d'une croix lumineuse dans le ciel, devant plus de 2 000 personnes réunies à l'occasion de la plantation d'une croix dans le cimetière du village. Située à environ cinquante mètres au-dessus du sol, couchée dans la direction de l'Occident, longue d'environ quarante mètres, elle a été visible de dix-sept heures à dix-sept heures trente,,. Sa présence a été prédite sept ans avant son apparition par l'abbé Souffrant (1755-1828), curé de Maumusson (Loire-Inférieure) et un ecclésiastique M. Vrindts.
Pendant la Première Guerre mondiale, sur le site des carrières des Lourdines réquisitionné par l'armée pour y entreposer des munitions, le 8 décembre 1917, un incendie détruit un baraquement dans lequel une centaine de femmes confectionnait des gargousses pour les obus. 22 jeunes femmes périrent brûlées vive. Des obsèques nationales furent organisées le 13 décembre à Poitiers. Lors de la Seconde Guerre mondiale, ce furent les marins de la kriegsmarine qui réquisitionnèrent les carrières. En août 1944, 6 résistants qui participaient à la libération de Poitiers y furent torturés puis fusillés.

## Politique et administration

### Instances judiciaires et administratives
La commune relève du tribunal d'instance de Poitiers, du tribunal de grande instance de Poitiers, de la cour d'appel de Poitiers, du tribunal pour enfants de Poitiers, du conseil de prud'hommes de Poitiers, du tribunal de commerce de Poitiers, du tribunal administratif de Poitiers et de la cour administrative d'appel de Bordeaux, du tribunal des pensions de Poitiers, du tribunal des affaires de la Sécurité sociale de la Vienne, de la cour d’assises de la Vienne.

### Services publics
Les réformes successives de La Poste ont conduit à la fermeture de nombreux bureaux de poste ou à leur transformation en simple relais. Toutefois, la commune a pu maintenir le sien.

### Politique environnementale
L'association ~Patrimoine de France~ a décerné à la commune le Prix-Villes-et-Villages-de-France-moches 2021 à la commune, catégorie « Tombé-dans-le-panneau » (publicitaire).

## Population et société

### Démographie
L'évolution du nombre d'habitants est connue à travers les recensements de la population effectués dans la commune depuis 1793. Pour les communes de moins de 10 000 habitants, une enquête de recensement portant sur toute la population est réalisée tous les cinq ans, les populations de référence des années intermédiaires étant quant à elles estimées par interpolation ou extrapolation. Pour la commune, le premier recensement exhaustif entrant dans le cadre du nouveau dispositif a été réalisé en 2008.

En 2022, la commune comptait 6 276 habitants, en évolution de +4,34 % par rapport à 2016 (Vienne : +0,6 %, France hors Mayotte : +2,11 %).
| 1793  | 1800  | 1806  | 1821  | 1831  | 1836  | 1841  | 1846  | 1851  |
| ----- | ----- | ----- | ----- | ----- | ----- | ----- | ----- | ----- |
| 1 612 | 1 581 | 1 805 | 1 743 | 1 931 | 2 080 | 2 124 | 2 348 | 2 401 |

| 1856  | 1861  | 1866  | 1872  | 1876  | 1881  | 1886  | 1891  | 1896  |
| ----- | ----- | ----- | ----- | ----- | ----- | ----- | ----- | ----- |
| 2 551 | 2 669 | 2 689 | 2 713 | 2 779 | 2 949 | 2 880 | 2 596 | 2 437 |

| 1901  | 1906  | 1911  | 1921  | 1926  | 1931  | 1936  | 1946  | 1954  |
| ----- | ----- | ----- | ----- | ----- | ----- | ----- | ----- | ----- |
| 2 306 | 2 269 | 2 229 | 1 963 | 1 841 | 1 750 | 1 770 | 2 201 | 2 335 |

| 1962  | 1968  | 1975  | 1982  | 1990  | 1999  | 2006  | 2008  | 2013  |
| ----- | ----- | ----- | ----- | ----- | ----- | ----- | ----- | ----- |
| 2 554 | 3 078 | 3 691 | 4 230 | 5 000 | 5 805 | 5 954 | 5 984 | 5 906 |

| 2018  | 2022  | - | - | - | - | - | - | - |
| ----- | ----- | - | - | - | - | - | - | - |
| 6 127 | 6 276 | - | - | - | - | - | - | - |

En 2008, selon l’Insee, la densité de population de la commune était de 209 hab./km2 contre 61 hab./km2 pour le département, 68 hab./km2 pour la région Poitou-Charentes et 115 hab./km2 pour la France.
La commune est la 8e commune la plus peuplée du département de la Vienne.
La commune appartient à la Communauté d’Agglomération de Poitiers (le Grand Poitiers) qui connait un certain dynamisme démographique puisque sa population s’est accrue de 1,32 % par an en moyenne sur la période 1999- 2006 (Ce taux est de 0,7 % pour le département). Ceci illustre le constat démographique suivant : des zones rurales qui perdent de plus en plus d’habitants au profit d’une zone périurbaine autour de Poitiers et de Châtellerault. Cette vaste zone concentre 70 % de la population du département (soit environ 300 000 personnes) et 25 % des moins de 20 ans. En outre, en supposant le maintien des tendances démographiques depuis 1990, entre 2006 et 2020, la population de l’aire urbaine de Poitiers devrait s’accroître de + 16,5 % et celle de Châtellerault de + 5,0 %. La population de la commune devrait donc continuer à croitre.
Cependant, la population du Grand Poitiers n'a quasiment pas augmenté entre 2007 et 2012 (141 986 habitants en 2007 pour 142 751 habitants en 2012). Le dynamisme démographique concerne surtout les communes limitrophes de la capitale poitevine. Mais, ce n’est pas le cas de Migné-Auxances qui est la seule exception. La diminution relativement faible de sa population (quinze habitants de moins entre 2007 et 2012) peut s'expliquer par les retards pris par l'urbanisation du nouveau quartier de l'Orée, à l'entrée de la commune quand on arrive de Poitiers.

### Sport
Le « Kart Center » propose un circuit de karting de 650 m de long et de 7 m de large. Le circuit est homologué par la Fédération française du sport automobile.

## Économie
L'association Paysages de France décerne à Migné-Auxances le prix de la France moche 2021, catégorie « Tombé dans le panneau », pour le grand nombre de panneaux publicitaires.

### Services
Migné-Auxances a sur son terrain un des principaux hangars de stockage des colis de La Poste (Plate-Forme Ouest).

### Agriculture
Selon la Direction régionale de l'Alimentation, de l'Agriculture et de la Forêt de Poitou-Charentes, il n'y a plus que 21 exploitations agricoles en 2010 contre 27 en 2000.
Les surfaces agricoles utilisées ont toutefois augmenté de 20 % et sont passées de 1 443 hectares en 2000 à 1 741 hectares en 2010 dont 262 hectares sont irrigables. Ces chiffres indiquent une concentration des terres sur un nombre plus faible d’exploitations. Cette tendance est conforme à l’évolution constatée sur tout le département de la Vienne puisque de 2000 à 2007, chaque exploitation a gagné en moyenne 20 hectares.
58 % des surfaces agricoles sont destinées à la culture des céréales (blé tendre essentiellement mais aussi orges et maïs), 23 % pour les oléagineux (colza et tournesol), 7 % pour le fourrage et 1 % reste en herbes. En 2000, 6 hectares (2 en 2010) étaient consacrés à la vigne.
L'élevage d'ovins a disparu au cours de cette décennie (162 têtes sur 3 fermes en 2000). Cette évolution est conforme à la tendance globale du département de la Vienne. En effet, le troupeau d’ovins, exclusivement destiné à la production de viande, a diminué de 43,7 % de 1990 à 2007. 5 exploitations en 2010 (contre 7 en 2000) abritent un élevage de volailles (110 têtes en 2010 contre 214 têtes en 2000).

### Commerce
Un marché (boucherie, fruits et légumes, volailles, fromage, poissonnerie, horticulture….) a lieu une fois par semaine, le samedi matin, sur la place de l'église.

### Développement durable
La commune accueille l'un des 11 centres de compostage des déchets organiques du département. Le tonnage annuel est de 10 000 tonnes alors que pour l'ensemble des équipements du département, il est de 175 050 tonnes.

## Culture locale et patrimoine

### Lieux et monuments
- Le musée de Manuel. C'est un musée de plus de 2 000 mètres carrés. Il regorge d'objets du passé: voitures anciennes, jouets, vélocipèdes, tracteurs, matériel militaire, gramophones, poupées, bibelots. Mais aussi, une pendule en bois de rose, des plaques publicitaires, un vélocipède Michaux, un pousse-pousse thaïlandais, une Renault AX de 1912, une collection de voitures à pédales, une draisienne, un camion pompier de 1924, des machines à vapeur Merlin, un hélicoptère Sikorsky, un omnibus et une Ford T...Ce musée a été créé par Manuel Ribeiro en 1977 mais la collection a été initiée il y a une cinquantaine d'années et elle continue à s'enrichir.
- Le château d'Auxances est classé monument historique[47] pour son donjon depuis 1994 et le reste du château est inscrit depuis 1927. Il est décrit à l'Inventaire du patrimoine de la région Poitou-Charentes.
- Le site des Lourdines et sa vallée sèche, situé au nord de la commune. Les carrières ont servi à construire de nombreux monuments dont la Préfecture et l'Hôtel de Ville de Poitiers ou encore la Gare d'Orsay[48]. Les carrières sont réputées également pour avoir livré de nombreux fossiles, en particulier de crocodiles marins de l'ère secondaire (Metriorhynchidae et Teleosauridae). La faune actuelle des carrières est principalement composée de chauve-souris.
- La Maison générale de l'Institut du Bon-Pasteur (son siège) est située rue de La Longerolle. Sa chapelle Sainte-Marie, privée et donc de nature non paroissiale, est cependant ouverte au public dans le cadre de la messe dominicale selon la forme tridentine du rite romain.
- L'église Sainte-Croix conserve une œuvre de Jean Gaudin, un retable en dalles de verre insérées dans une structure de béton armé, conçu en 1931. Il représente l'apparition céleste de la croix et est établi sur les plans de l'architecte André Ursault. Le retable est entouré de fresques réalisées entre 1933 et 1956 par la peintre d'origine poitevine Marie Baranger. L'édifice a été inscrit au titre des monuments historique en 2014[49].

### Patrimoine naturel

#### Le Bois de Paché
Il a été classé comme une zone naturelle d’intérêt écologique, faunistique et floristique (ZNIEFF). Il se situe juste au nord des méandres de la vallée de l’Auxance. C’est un petit bois situé de part et d’autre d’une route à forte circulation.
Le Bois de Paché s’étend sur la marge sud de la grande plaine calcaire qui s’étend de Neuville-de-Poitou aux environs de Thouars dans le département des Deux-Sèvres. Les sols de cette plaine sont des calcaires limono-argileux peu profonds -en général de moins de 50 cm d’épaisseur -, plus ou moins riches en cailloux, connus sous le nom vernaculaire de "groies". Ces groies calcaires sont des terres fertiles et saines et donc, propices à la polyculture céréalière. De ce fait, rares sont les milieux naturels qui ont pu échapper au développement de la culture intensive et aux remembrements des années 1950.
Le Bois de Paché est, ainsi, l’une de ces dernières emprises boisées venant rompre le paysage monotone des plaines du Haut-Poitou.
La couverture forestière composée surtout de Chêne pubescent est ponctuée de clairières de faible surface mais d’un grand intérêt floristique. De fait, malgré les altérations subies au cours des décennies, le bois abrite encore une partie des espèces végétales remarquables qui y étaient connues dès le milieu du XIXe siècle et qui ont fait sa renommée sur le plan botanique. Les pelouses sèches de ses clairières, ainsi que celles qui se développent sur ses lisières, abritent, en effet, une flore très riche, comprenant beaucoup de plantes d’origine méridionale. Si beaucoup d’entre elles comme la Petite Coronille ou la Sauge des prés sont encore assez répandues dans des biotopes similaires en région Poitou-Charentes, d’autres ont une répartition beaucoup plus limitée et ne sont connues que d’un nombre restreint de localités régionales. C’est le cas du Petit Pigamon qui est une Renonculacée discrète des lisières sèches, dont les pétales absents sont remplacés par une gerbe d’étamines jaunâtres. C’est le cas, aussi, pour l’Astragale de Montpellier, une fleur aux belles corolles rosées.
Toutefois, malgré la protection du bois, certaines plantes ont, hélas disparues depuis le dernier recensement en 1987. C’était le cas de l’Aspérule glauque qui a été victime de l’embroussaillement du sous bois. C’est le cas, aussi, de la Centaurée de Trionfetti, une plante aux magnifiques capitules bleu foncé. Jusqu’au début des années 1980, la zone de contact située entre les champs cultivés et les lisières du bois abritait également un ensemble remarquable de plantes dites messicoles, c’est-à-dire des plantes qui ne croissent que dans les champs de céréales. La plupart : le Bleuet, la Nielle des blés, le Miroir de Vénus, parmi beaucoup d’autres, n’ont malheureusement, comme presque partout ailleurs dans les plaines françaises, pas résisté à l’intensification des cultures (tri des semences, épandages d’herbicides) :
Il est toujours possibles, au cours de sa promenade de découvrir l’Adonis d’automne, la Caucalis fausse-carotte, la Centaurée chausse-trappe, la Laitue vivace, la Neslie paniculée ou la Violette blanche.

### Personnalités liées à la commune
- Alfred de Curzon (1820-1895), peintre ayant connu une certaine célébrité - auteur, entre autres, des plafonds du foyer de l'opéra de Paris.
- Henri Coandă (1886-1972), ingénieur en aéronautique d'origine roumaine. Pionnier de l'aviation, il a fait voler le premier aéroplane muni d'un moteur à réaction (1911). Il contribua également à la motorisation de la Caravelle. Il est célèbre pour son brevet appelé « effet Coanda ». Propriétaire du château de 1941 à 1957. Sculpteur, il a laissé à la paroisse un christ en croix toujours visible dans l'église.

### Héraldique
| Blason | Blasonnement : Palé d’or et d’azur au chef d’argent chargé de trois fougères mâles de sinople. Ce blason était l'apanage de la famille de Razes, comte d'Auxances, seigneur de Verneuil et conseiller du roi. |

## Galerie

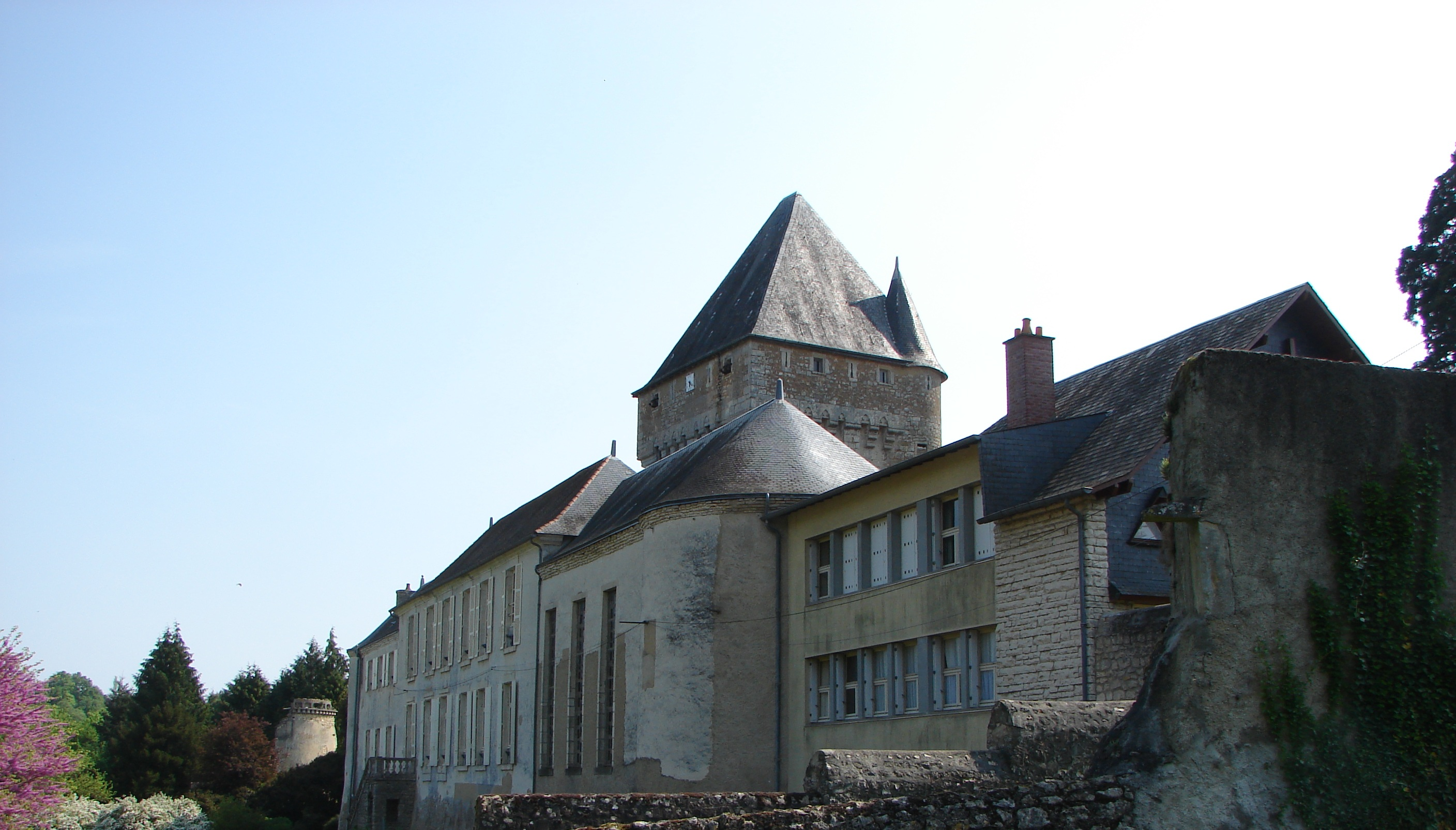
Le château vu de l'Auxances.
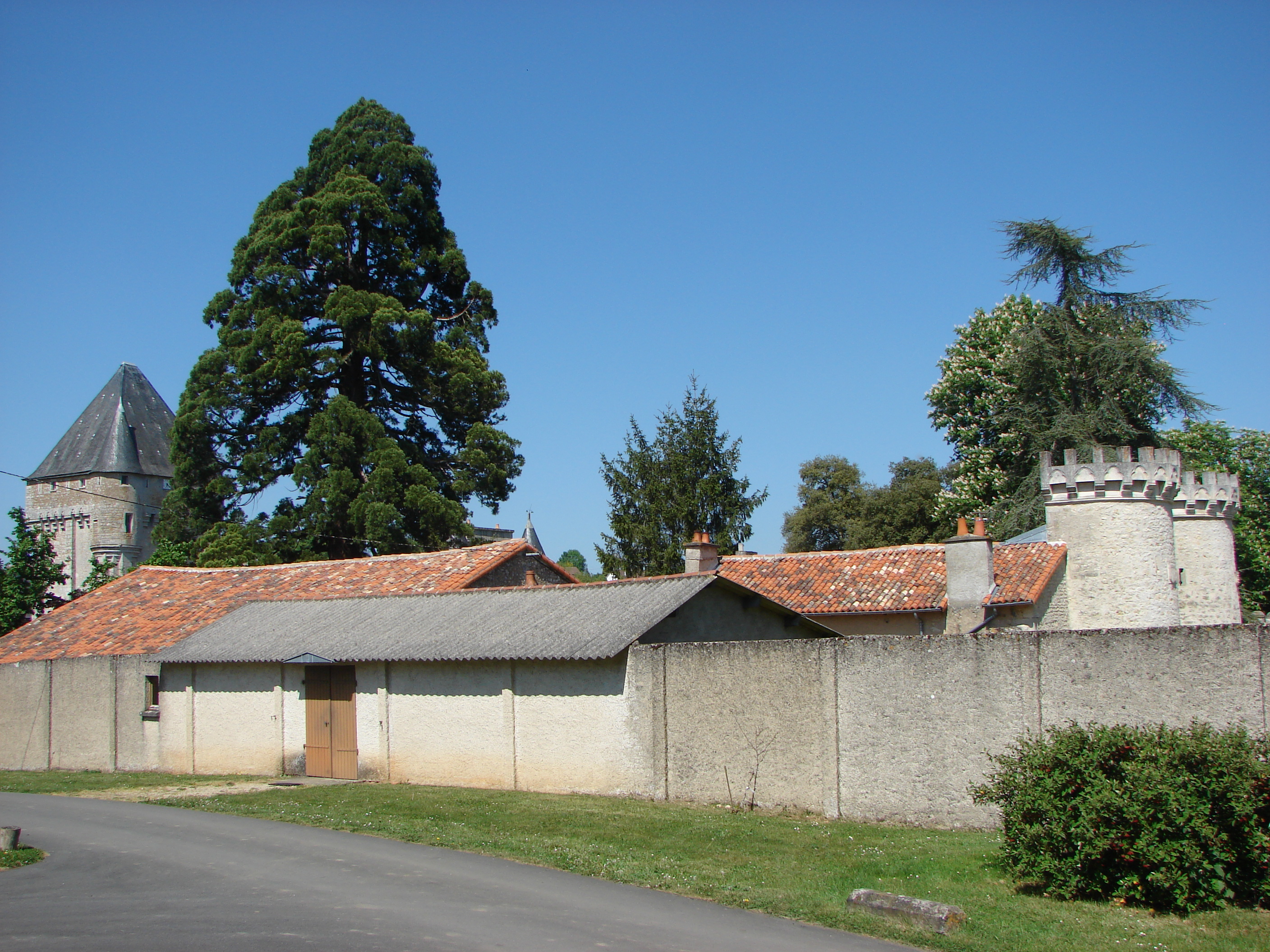
L'entrée du château de Migné-Auxances.
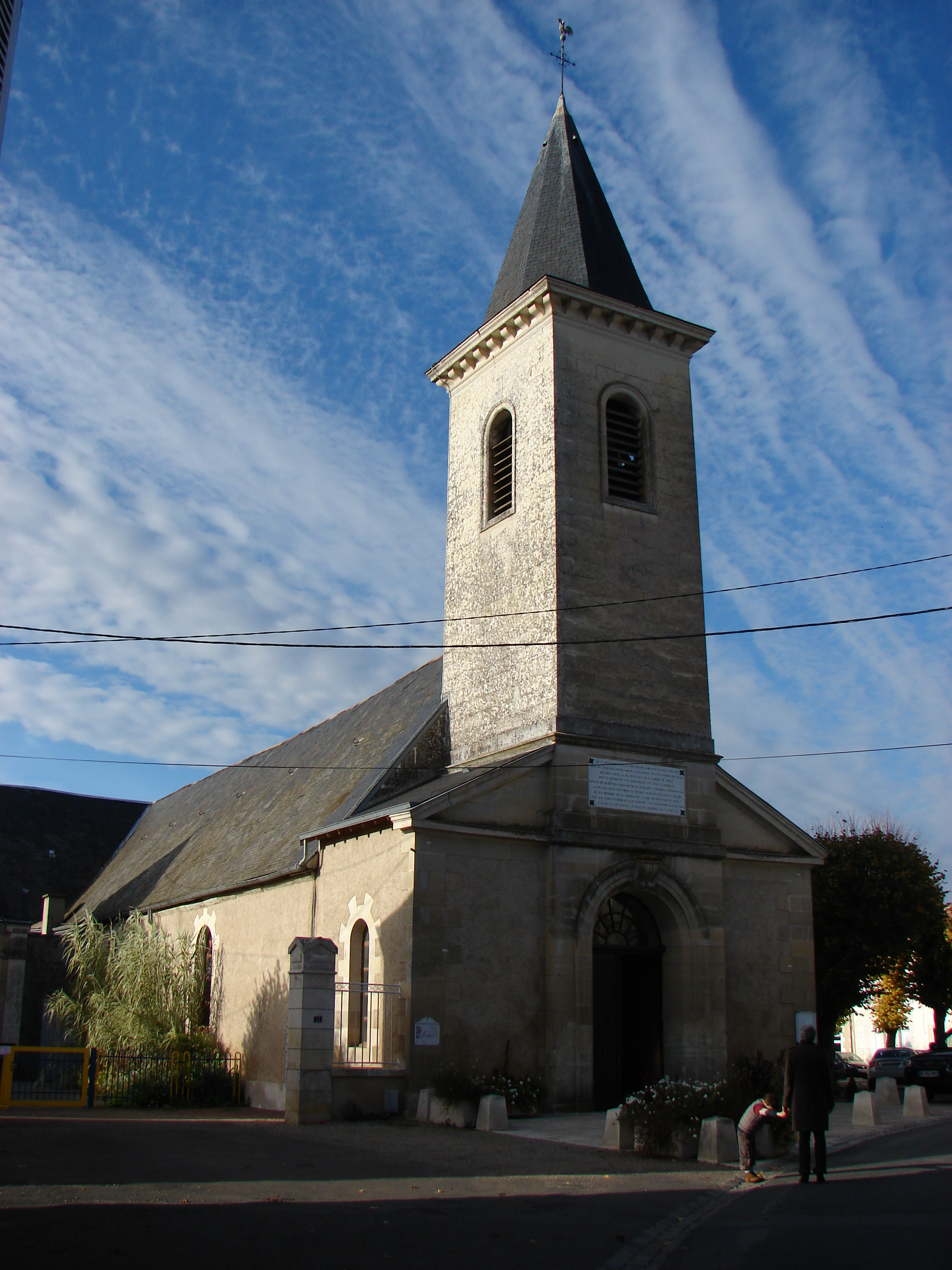
Église de Migné-Auxances.
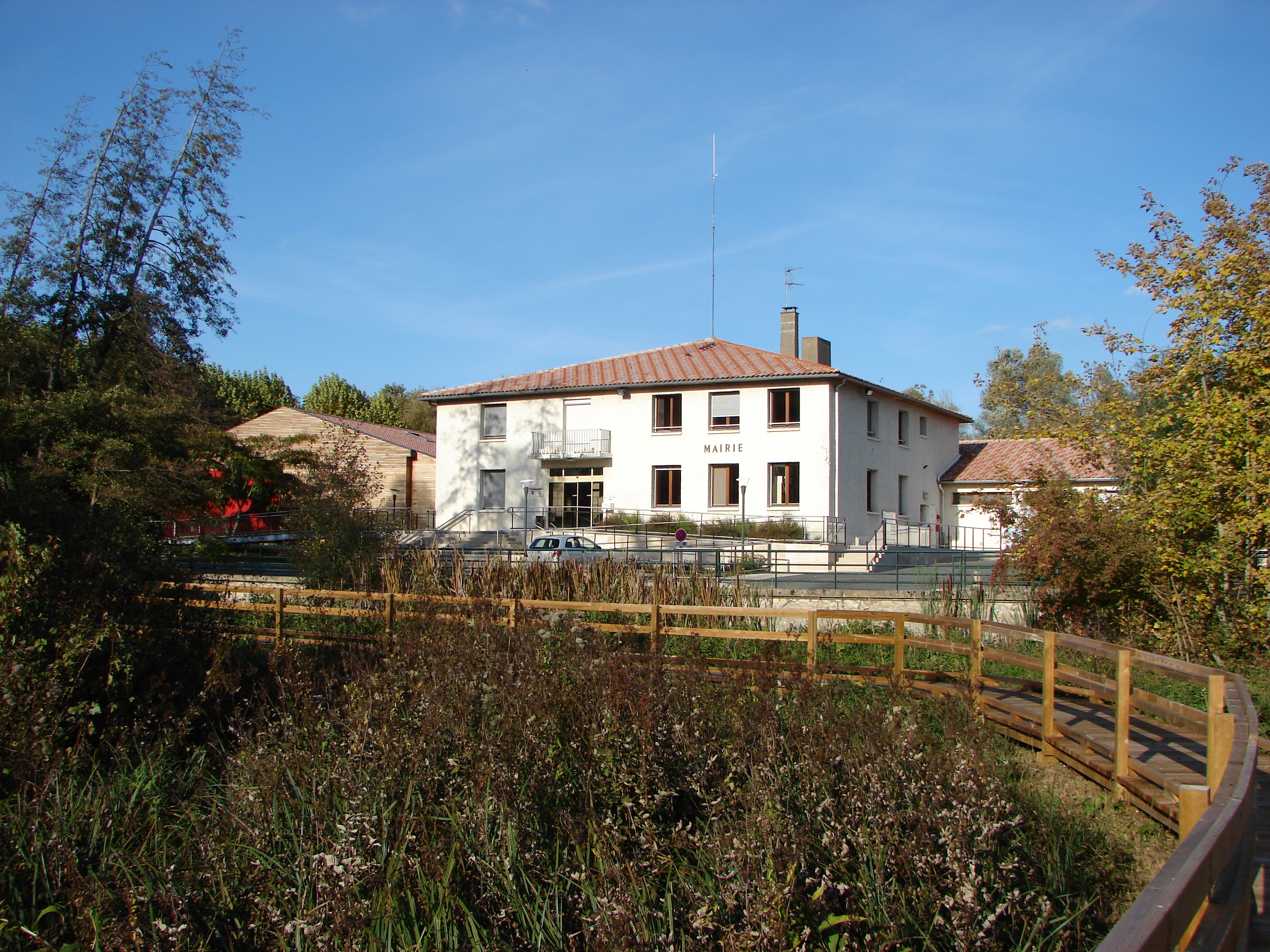
Mairie de Migné-Auxances.
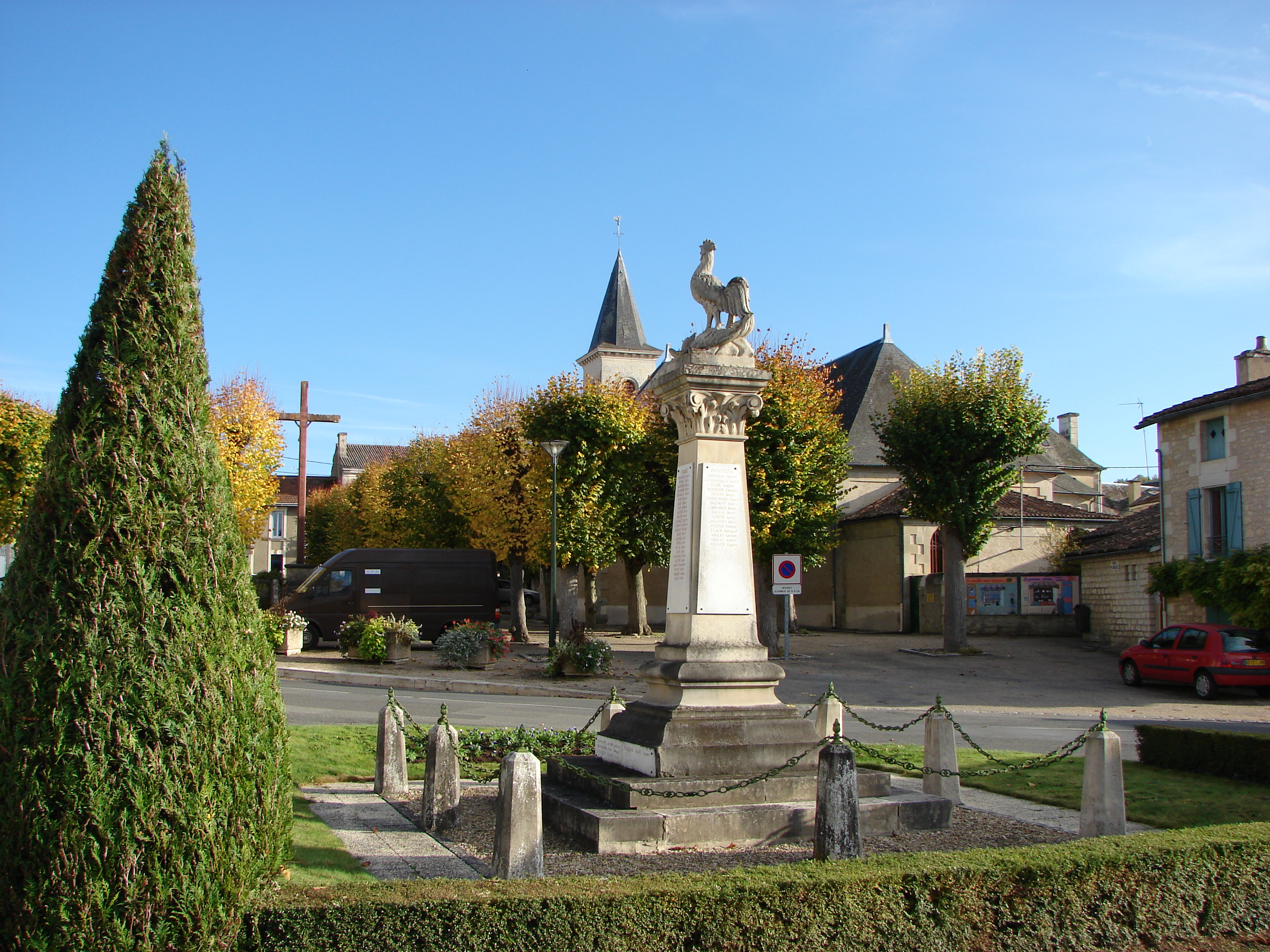
Monument aux morts de Migné-Auxances.
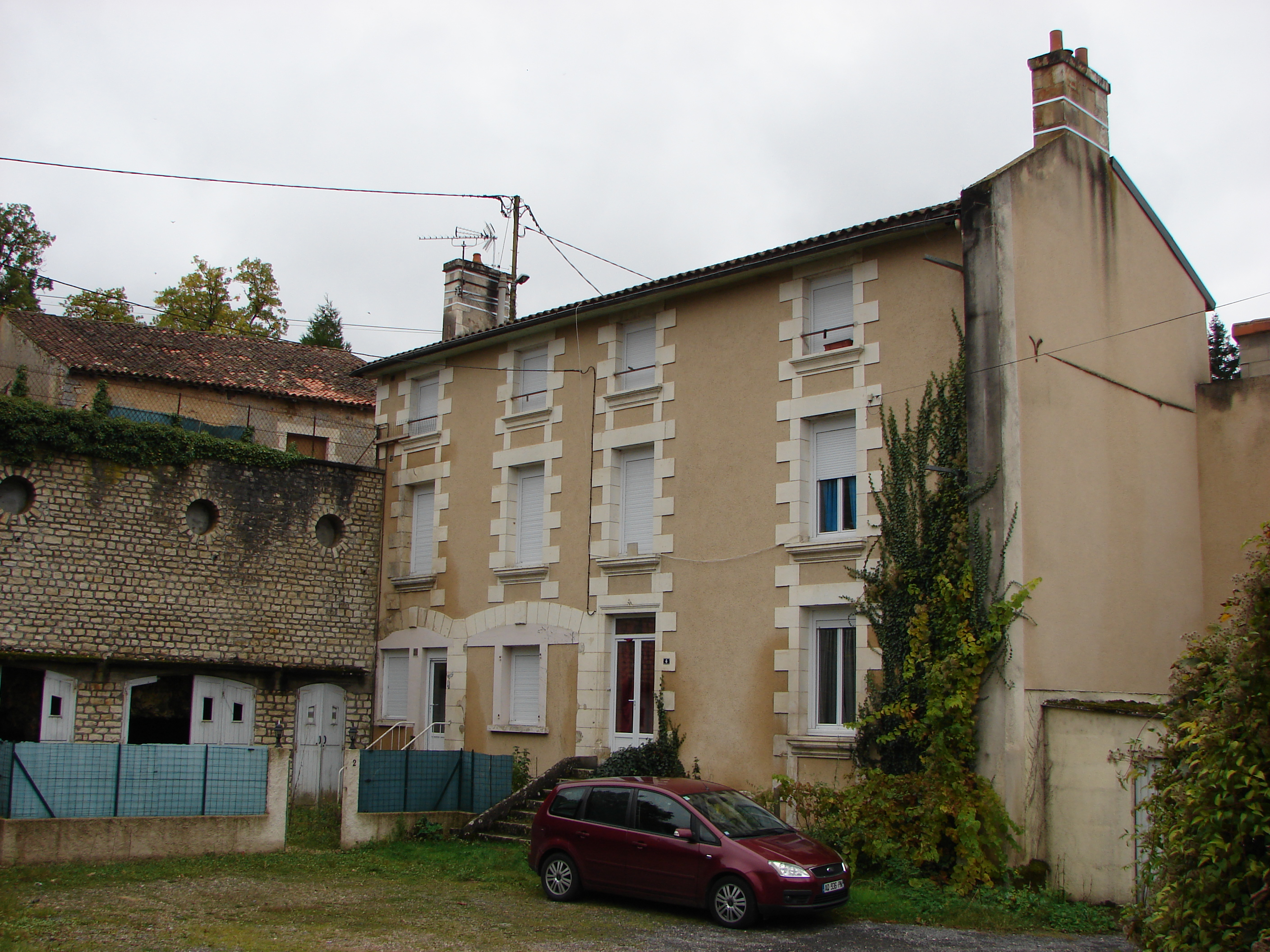
Moulin à blé transformé en minoterie.